# Luhanga
Luhanga ist ein Bezirk (Ward) des Distriktes Mbarali in der tansanischen Region Mbeya.

## Geografie

### Lage
Luhanga liegt im Südwesten von Tansania, etwa 100 Kilometer vom Rukwasee im Westen und vom Malawisee im Süden entfernt. Das Gebiet liegt auf einer Hochebene in rund 1000 Meter Seehöhe. Seine Fläche beträgt 4203 Quadratkilometer, bei der Volkszählung 2022 wohnten 25.873 Menschen in 4644 Haushalten. Dies ergibt eine Bevölkerungsdichte von knapp über 6 Menschen je Quadratkilometer.

### Klima
Im Bezirk herrscht ein Steppenklima mit geringen Niederschlägen, BSh nach der effektiven Klimaklassifikation. Von Mai bis Oktober regnet es kaum, die Jahresniederschlagsmenge beträgt etwa 600 Millimeter mit einem Maximum von 155 Millimetern im Januar. Die Durchschnittstemperatur schwankt zwischen 20,1 Grad Celsius im Juli und 24,5 Grad im November.

## Gliederung
Der Bezirk besteht aus vier Gemeinden (Mtaa) mit 36 Orten (Kitongoji):
| Luhanga - Shatanda - Uhando - Igumbilo - Mwandundumale - Udimilo - Matota - Mpalamba - Howelo - Luhanga - Mwika - Tambarare | Madundasi - Lyanang'o - Matowo - Mwashota - Lyankunda - Mbwawa - Nzawa - Nzawa - Madundasi A - Madundasi B | Msanga - Isente A - Isente B - Mapuli - Mitundu - Mbuyuni - Msanga A - Msanga B - Matowo - Lyambogo | Yala - Matono - Iyala - Udungusi - Waninyika - Ruaha - Mtakuja - Mwashikamile |

## Infrastruktur
- Gesundheit: In Luhanga befindet sich eine Apotheke, die auch kleine chirurgische Eingriffe vornimmt.[7]

## Ruaha-Nationalpark
Luhanga liegt im Südwesten des Ruaha-Nationalparks, der sich vor allem durch seine Akazien und die vielen Affenbrotbäume sowie die große Elefantenpopulation auszeichnet.